# Hengersberg
Hengersberg je městys (Markt) v německé spolkové zemi Bavorsko, v zemském okrese Deggendorf ve vládním obvodu Dolní Bavorsko.
K roku 2022 zde žilo 8 070 obyvatel.

## Historie

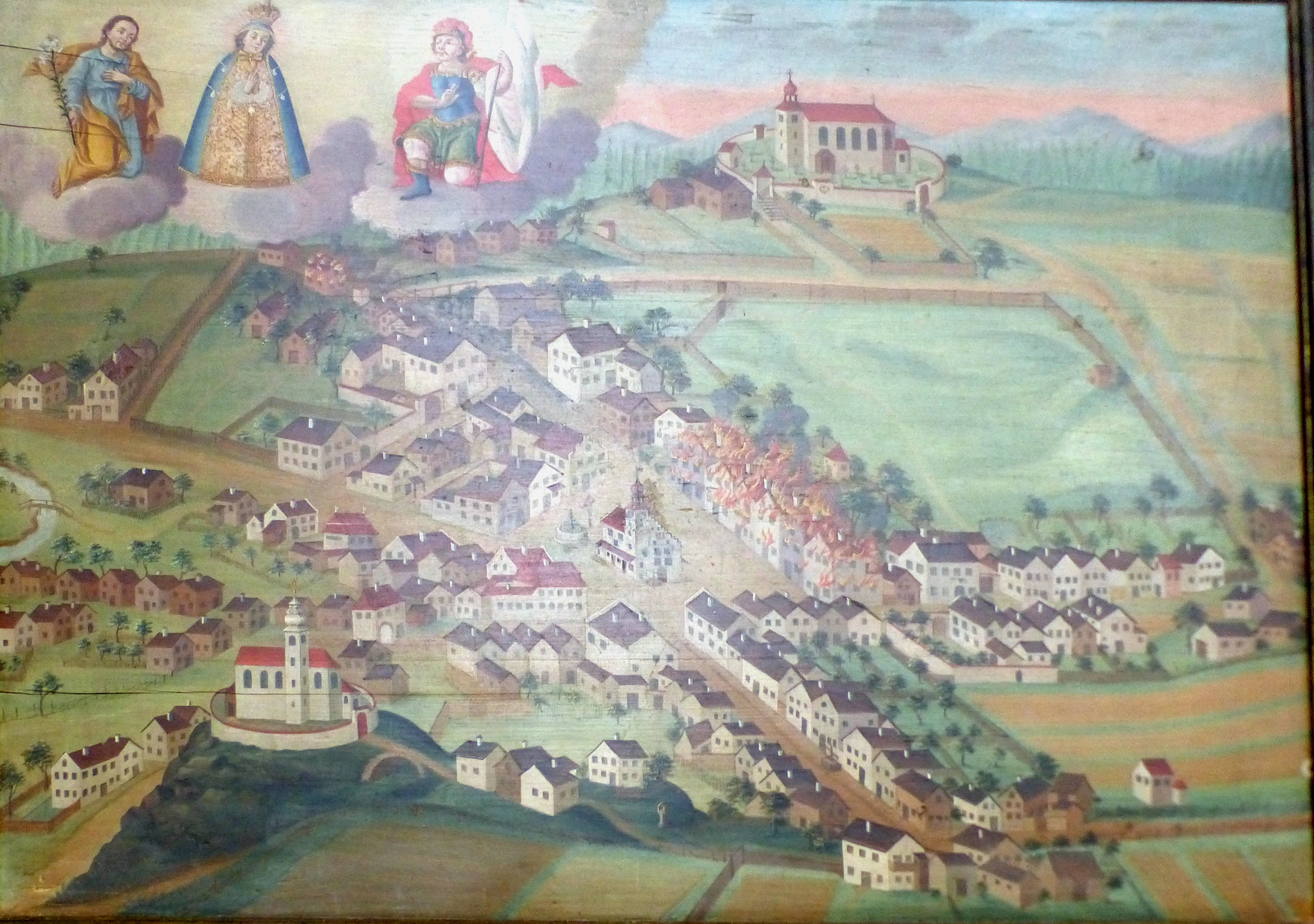
Hengersberg kolem roku 1798

Městys Hengersberg byl založen v roce 997 opatem Gotthardem z Niederalteichu pod názvem Helmgeresberg. V roce 1009 král Jindřich II. udělil opatství Niederaltaich právo zde pořádat trhy a zřídil celní a mýtní úřad. Avšak změna toku Dunaje v letech 1343 až 1353 snížila význam Hengersbergu jako místa pro vybírání cla a mýta.
V roce 1430 mu vévoda Jindřich XVI. Bavorský přidal dva trhy, které později vzrostly na šest. Městys získal tržní práva, svobody a stal se sídlem ošetřovatelského úřadu. Během třicetileté války a války o rakouské dědictví utrpěl několik rabování a požárů (1513, 1796, 1823). V 19. století byl zřízen nový okresní soud, který fungoval do roku 1969. V Hengersbergu bylo roku 1913 vybudováno železniční spojení, které nyní slouží jako nákladní trať a část cyklostezky Dunaj-Ilz.

## Sousední obce
- Schaufling (S)
- Auerbach (S)
- Grattersdorf (SV)
- Schöllnach (V)
- Iggensbach (JV)
- Winzer (J)
- Niederalteich (Z)
- Deggendorf (SZ)